# Diaspidiotus maleti
Diaspidiotus maleti är en insektsart som först beskrevs av Albert Vayssière 1920.  Diaspidiotus maleti ingår i släktet Diaspidiotus och familjen pansarsköldlöss. Inga underarter finns listade i Catalogue of Life.